# تیم ملی والیبال زنان مغولستان
تیم ملی والیبال زنان مغولستان (انگلیسی: Mongolia women's national volleyball team) تیم ملی والیبال ویژه زنان مغولستانی است که به عنوان نماینده مغولستان در رقابت‌های رسمی و دوستانه با حریفان به رقابت می‌پردازند.